# Limnephilus mexicanus
Limnephilus mexicanus là một loài Trichoptera trong họ Limnephilidae. Chúng phân bố ở miền Tân bắc.